# 三国通貨協定
三国通貨協定（さんごくつうかきょうてい、英: Tripartite Agreement）とは、1936年9月に米国、フランス、英国が締結した国際通貨協定である。
この協定の目的は、世界恐慌で国際通貨制度が崩壊した後、自国と国際為替市場で自国の通貨を安定させることであった。

## 協定の背景
1931年に英国が、1933年に米国が金本位制を停止した後、フランスを中心とする金塊圏諸国との間に深刻な通貨不均衡が生じ、世界恐慌の中で自由主義国の間で国際通貨協力が崩壊した。ドルやポンドが切り下げられたことで、米国や英国では輸入物価が上昇し、輸出物価が低下した。
米国や英国では、健全な貨幣を支持する人々は、通貨を安定させるための改革を支持する人々と、金本位制の廃止と管理通貨を求める人々とに分かれていた。

## 協定の内容
三国通貨協定は非公式かつ暫定的なものであり、加盟国は、国内の繁栄に深刻な支障をきたさない限り、通貨価値を既存の水準に維持するために競争的減価を行わないことに合意した。フランスはこの協定の一環として自国通貨を切り下げた。残りの金本位制を維持していたベルギー、スイス、オランダもこの協定に加入し、ナチス・ドイツに対抗する事実上の通貨同盟となった。
同年 10月には三国通貨協定を補足するものとして「英米仏三国金輸出相互協定」が成立した。これは三国通貨協定に基づく介入の債権・債務に対して金交換を保証したものであった。
加入国は、事前に合意された価格で売り手の通貨で金を互いに販売することに同意した。この協定は為替レートを安定させ、1931年から1936年までの通貨戦争を終結させたが、世界貿易の回復を助けることはできなかった。

## 参照
- 金本位制
- ロンドン金プール（英語版）